# Червената планета
„Червената планета“ (на английски: Red Planet) е научнофантастичен екшън от 2000 г. на режисьора Антъни Хофман, във филма участват Вал Килмър, Кери-Ан Мос, Том Сайзмор, Бенджамин Брат, Саймън Бейкър и Терънс Стамп. Филмът е пуснат на 10 ноември 2000 г. и е финансов провал.

## Актьорски състав
| Актьор         | Роля                                       |
| -------------- | ------------------------------------------ |
| Вал Килмър     | Роби Галахър – инженер                     |
| Кери-Ан Мос    | Кийт Боуман – командирка на мисията        |
| Том Сайзмор    | д-р Куин Бурченал – генетик                |
| Бенджамин Брат | лейтенант Тед Сантен – пилот               |
| Саймън Бейкър  | д-р Чип Петенгил – техник                  |
| Терънс Стамп   | д-р Бъд Чантилас – главен научен сътрудник |